# Flûte
Pour un article plus général, voir Bois (musique).
Pour les articles homonymes, voir Flûte (homonymie).

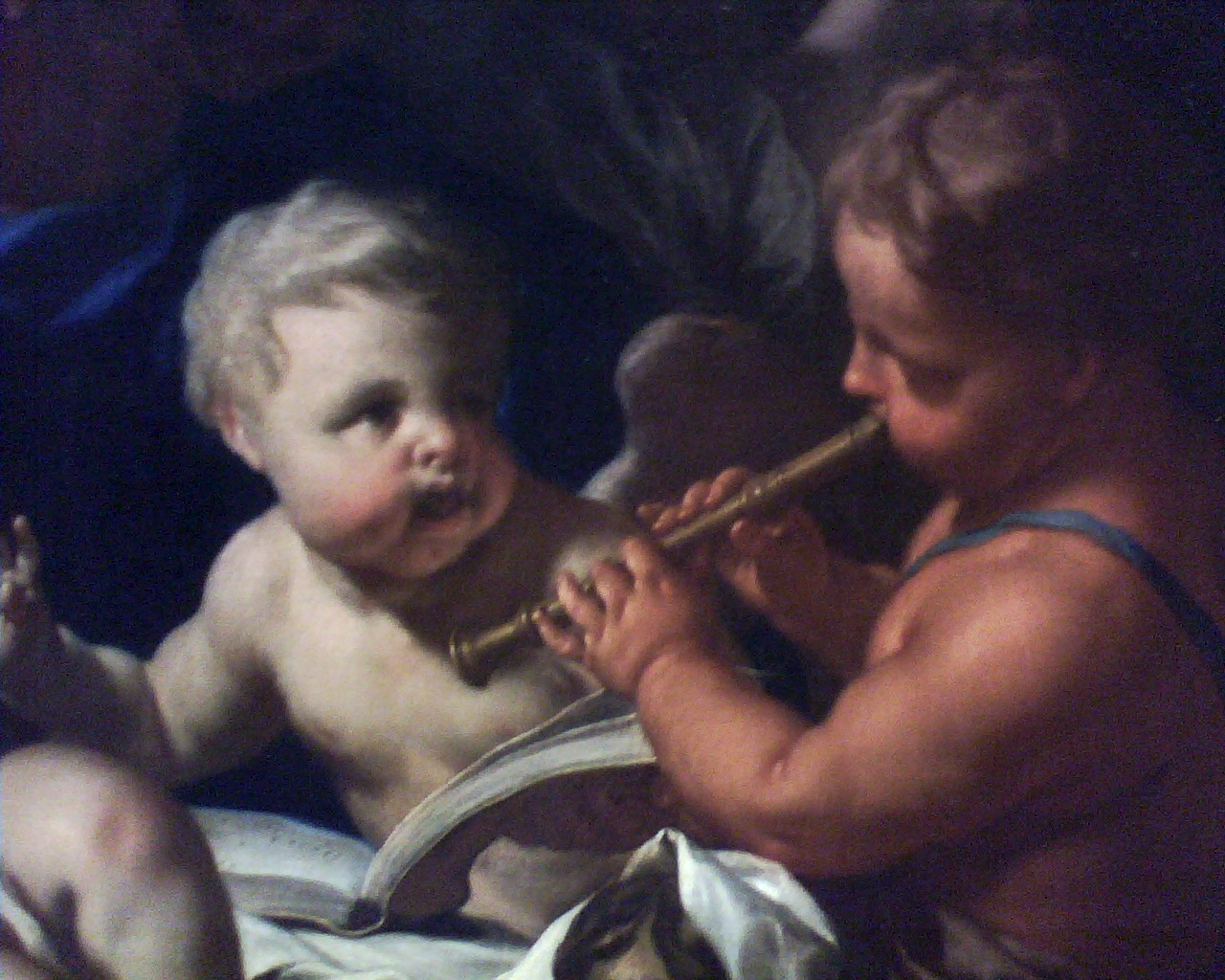
Le Sommeil de l’Enfant Jésus (détail), Francesco Trevisani (musée du Louvre).

Flûte (ou flute) est un terme générique désignant un instrument de musique à vent dont le son est créé par l'oscillation d'un jet d’air autour d'un biseau droit, en encoche ou en anneau.
Ce souffle peut être dirigé librement par l'instrumentiste dans le cas des flûtes traversières, des instruments de type quena ou encore des flûtes de Pan, ou canalisé par un conduit en étant émis par le musicien lui-même dans le cas des différents types flûtes à bec ou en étant créé par une soufflerie mécanique dans le cas du jeu d'orgue.
Les flûtes sont le plus souvent de forme tubulaire mais parfois globulaire, en graminée, en bois, en os ou en corne, mais aussi en pierre, en terre cuite, en plastique, en métal (or, argent…), en ivoire et même en cristal, la flûte peut être formée d'un ou de plusieurs tuyaux, avec ou sans trous, ou posséder une coulisse.

## Histoire
Dès la Préhistoire, elle se retrouve partout dans le monde sous toutes sortes de formes. En septembre 2008, plusieurs morceaux d'une flûte datant du Paléolithique supérieur (environ 35 000 ans) ont été découverts dans la grotte d'Hohle Fels au sud-ouest de l'Allemagne, dans le Jura souabe. Cette flûte avait été fabriquée dans un radius de vautour fauve et témoigne du fait que les Homo sapiens jouaient déjà de la musique instrumentale.
La flûte de pan était utilisée en Grèce dès le VIIe siècle av. J.-C. Le tin whistle est apparu au XIIe siècle, la flûte à bec au XIVe siècle. Certaines, à l'époque baroque, se virent ajouter un système de clés permettant d'obstruer les trous. Cette invention, dont il est impossible de tracer l'origine, fut notamment développée par Theobald Boehm au XIXe siècle.

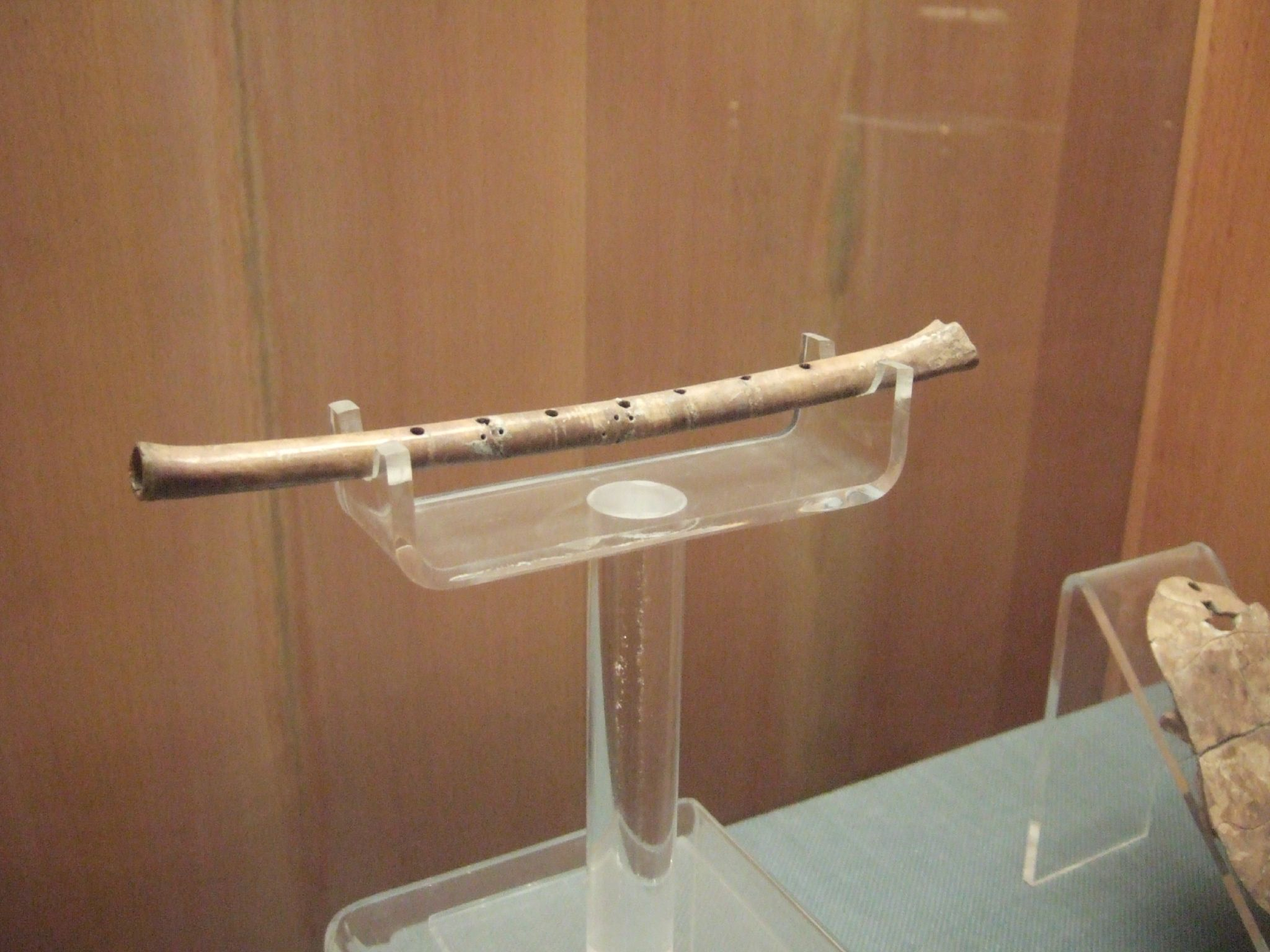
Flûte néolithique en os.
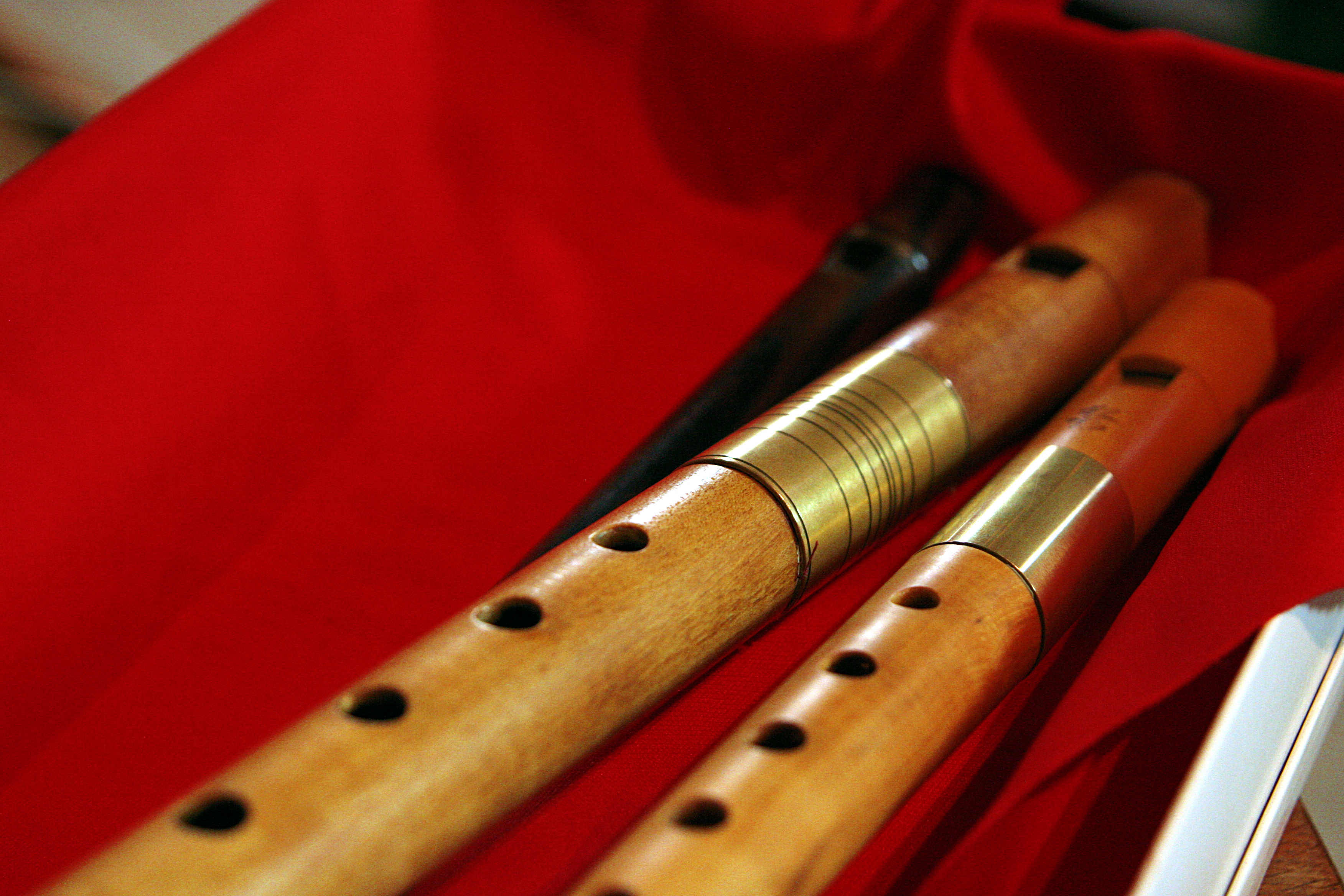
Flûtes à bec Renaissance (détail).

## Différents types de flûtes

### Flûtes à conduit

#### Instruments de type  «flûte à bec»
- Le flageolet
- la flûte à bec et ses variantes historiques : le pipeau, le flageolet, le chalumeau, etc.
- le tin whistle, flûte droite en métal d'origine irlandaise
- la flûte harmonique (même si toutes ne sont pas à conduit)
- le flaviol, le galoubet, le txistu
- le pinquillo andin (Bolivie et Pérou)
- la tarka ou l'anata andines (Bolivie, Pérou, Chili)
- le mohoceño andin
- le suling (flûte indonésienne)
- la sodina (flûte malgache)
- la fujara slovaque
- le salamouri géorgien

#### Flûtes globulaires
- L'ocarina
- le sifflet

#### Flûtes nasales

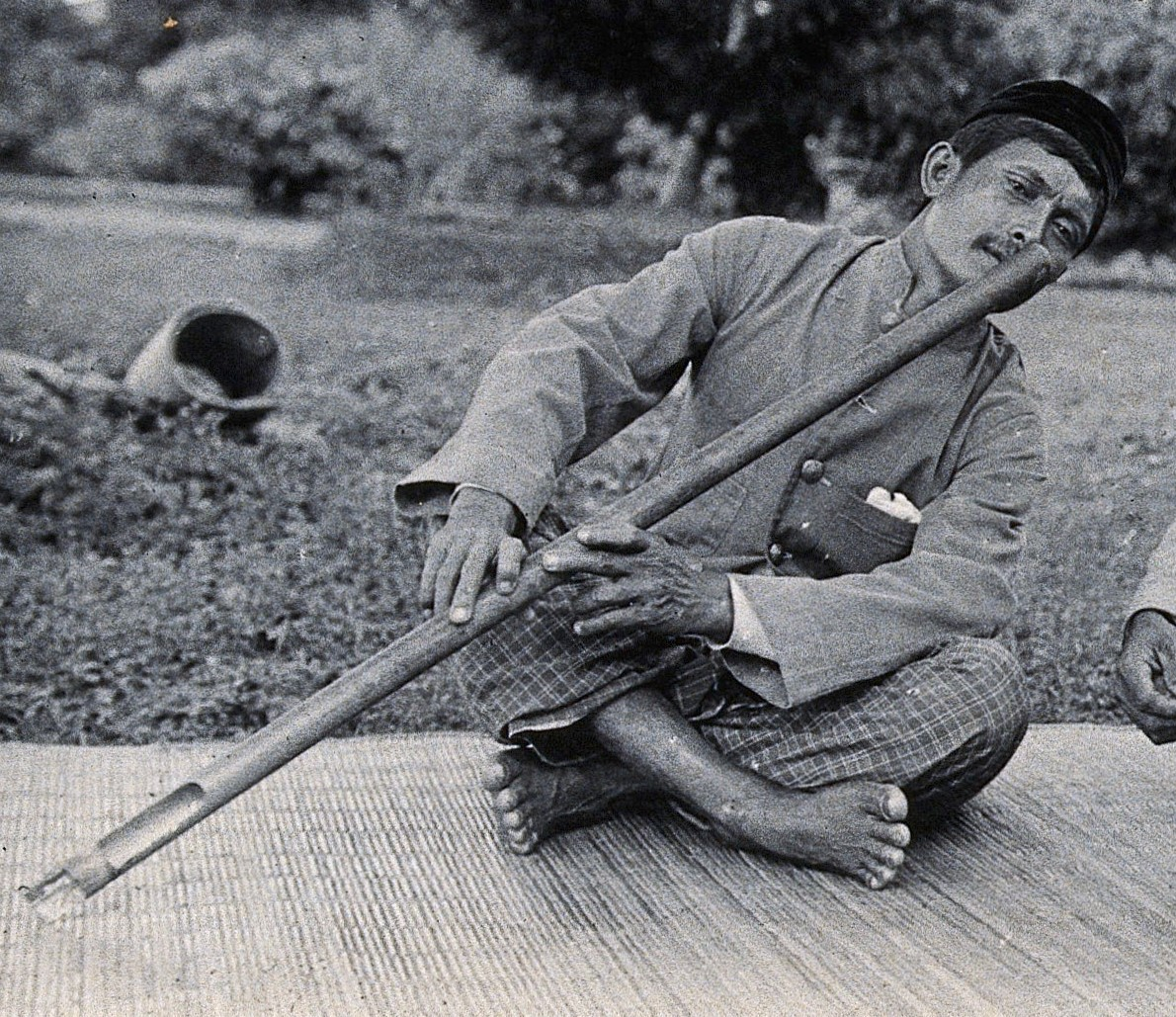
Flûte nasale, Sarawak.

- La flûte nasale droite
- le sifflet à nez

#### Flûtes à coulisse
- La flûte à coulisse ou jazzoflûte
- la flûte Scoatariu

#### Flûtes à embout coulissant
- Le glissando headjoint de Robert Dick (en) (pour flûte traversière).
- Le vibrabek de Jean-Pierre Poulin (pour tin whistle).

### Flûtes à embouchure libre

#### Flûtes traversières
- L'Irish flute, flûte traversière en bois
- le fifre
- la flûte traversière classique, et ses variantes :
  - flûte en sol (ou flûte alto) ;
  - flûte basse ;
  - flûte octobasse.
- le koudi chinois
- le piccolo
- la flûte traversière baroque (parfois appelée traverso de l'italien flauto traverso)
- le bansurî, flûte indienne
- le palahuito, flûte traversière andine
- le dízi (flûte traversière chinoise), incluant le bāngdí (piccolo) et le qudi (flûte),
- le daegeum, flûte traversière coréenne proche par son organologie du dizi chinois, utilisée dans la musique a'ak, équivalent coréen du gagaku japonais
- les flûtes traversières japonaises (nom générique : fue ou yokobue) : ryūteki (flûte du gagaku), nohkan (flûte du théâtre nô), (flûte du gagaku), kagurabue (flûte du gagaku), dengakubue (utilisée dans les cérémonies liées au riz : dengaku), shinobue, misatobue…
- la flûte peule (appelée aussi Tambin)

#### Flûtes à encoche
- La quena, flûte de roseau andine (principalement dans les pays andins), et ses variantes :
  - le quenacho, modèle tenor, plus grand ;
  - la quenilla, modèle soprano, plus petite.
- Le xiao chinois
- le shakuhachi, flûte de bambou japonaise
- le danso coréen

#### Flûtes obliques
- le ney (ou nay), flûte orientale, gasba (flûte algérienne et tunisienne), qawala égyptien
- le kaval turc
- le kaval bulgare
- le blul arménien

#### Flûtes globulaires
- le xun chinois,

#### Flûtes de Pan
- Le siku des Indiens Aymaras des Andes (Bolivie, Pérou et Argentine), également appelé antara en langue quechua et zampoña en espagnol, avec ses modèles de différentes tailles : toyo, chili, mala et sanka, de la plus grande à la plus petite
- le rondador de l'Équateur
- le naï roumain
- le paixiao chinois

### Autres types de flûtes
- La flûte, outil de tissage dans la manufacture de basse lice de Beauvais
- La flûte à altérateurs : des cylindres amovibles bémolisent les notes en diminuant le diamètre des trous de jeu.
- l'aulos, des Grecs anciens : cet instrument à anche n'est pas une flûte, mais est cependant presque toujours appelé « flûte double » dans la littérature.

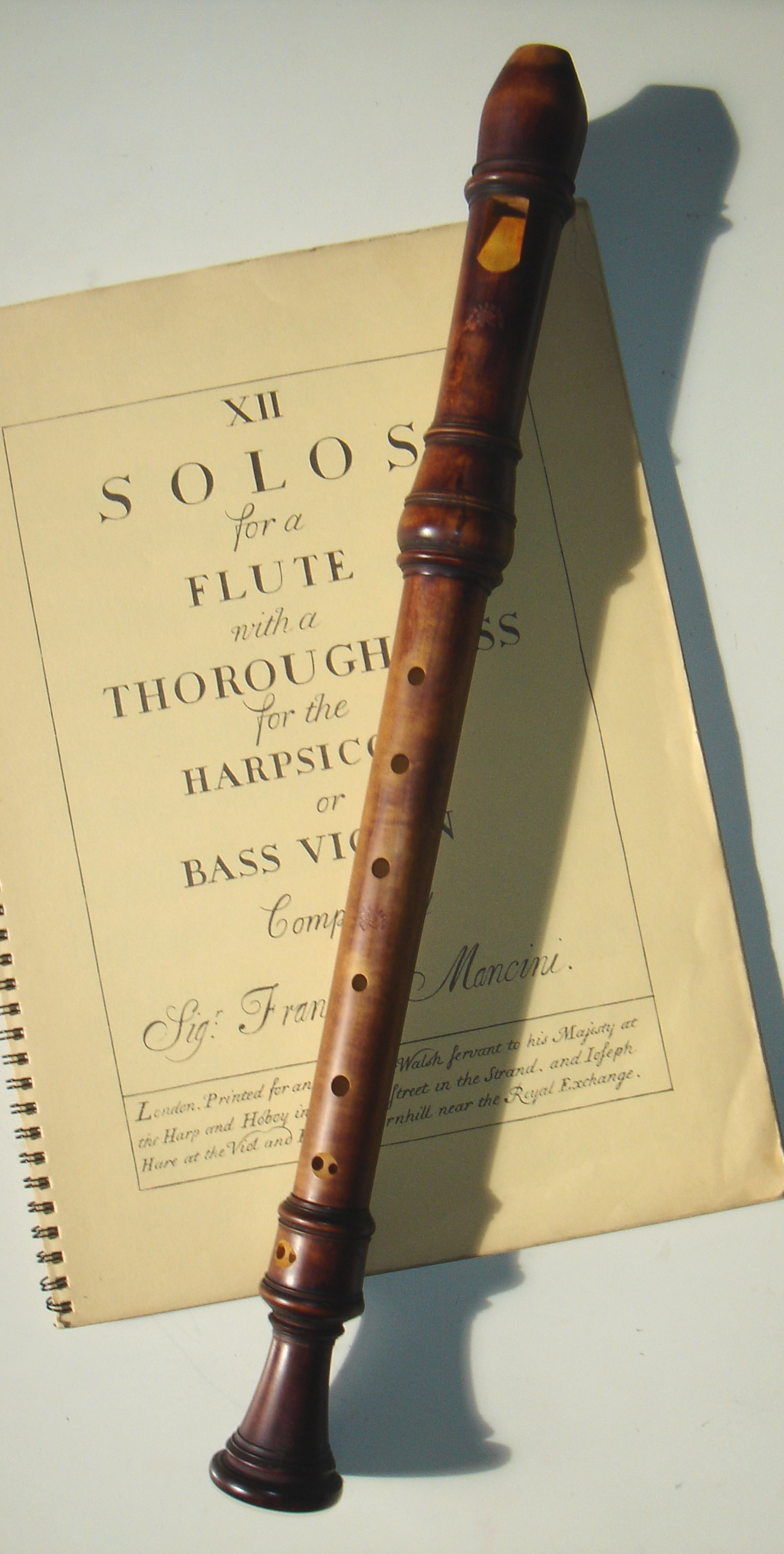
Flûtes à bec alto.
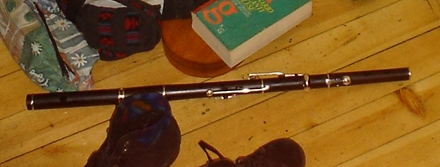
Flûte irlandaise.
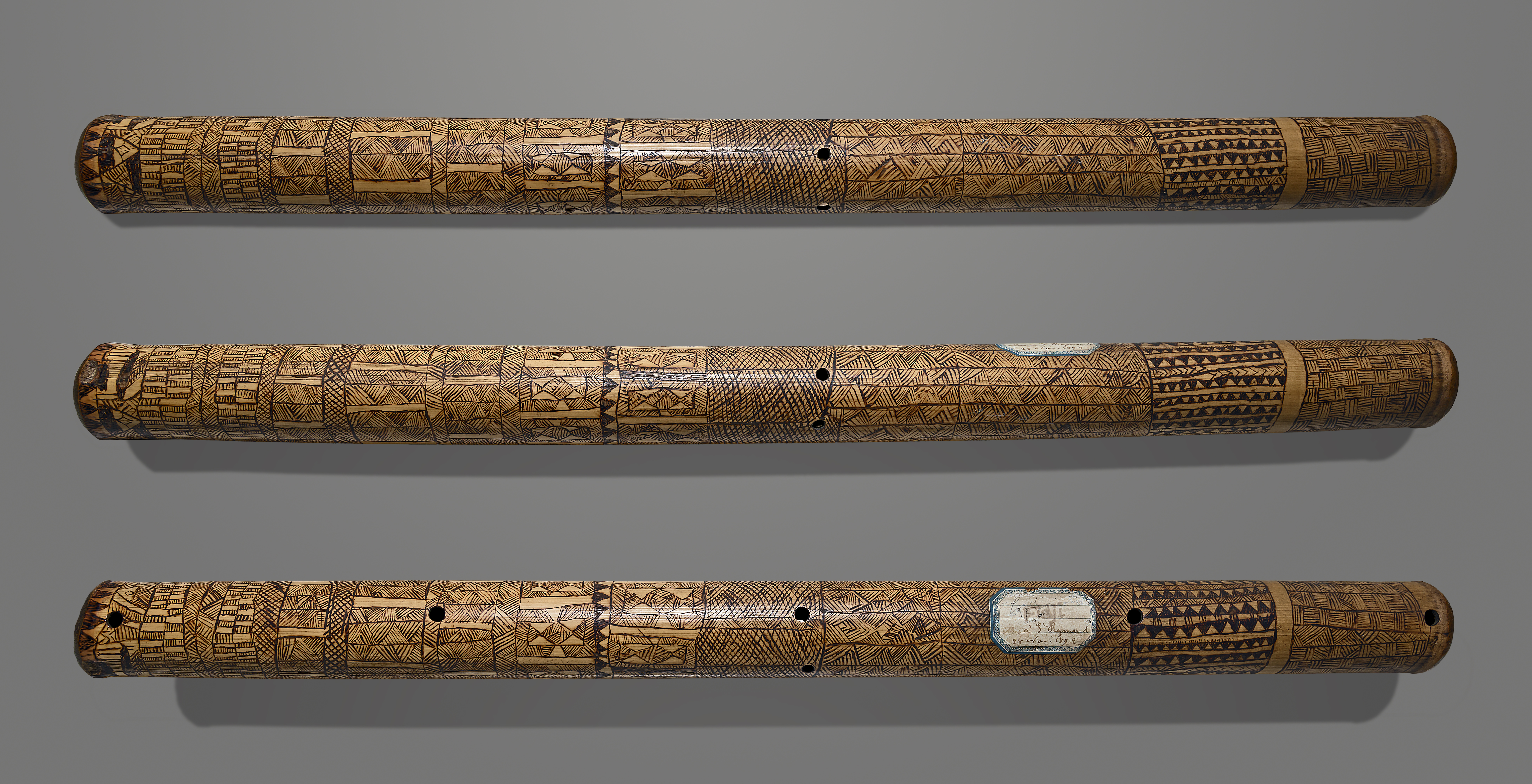
Flûte nasale des Fidji 1838.
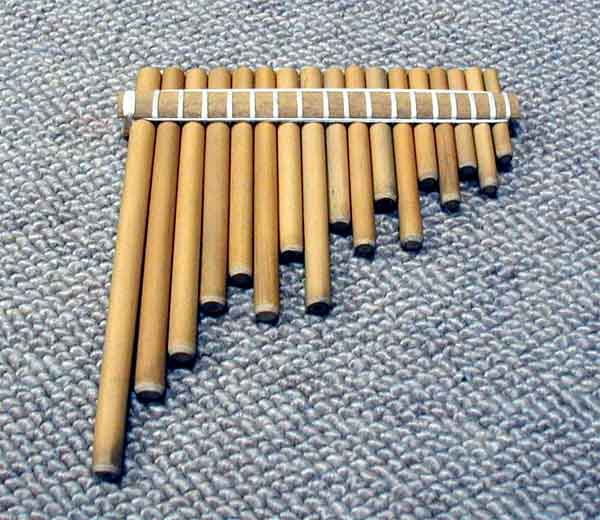
Rondador de l'équateur.
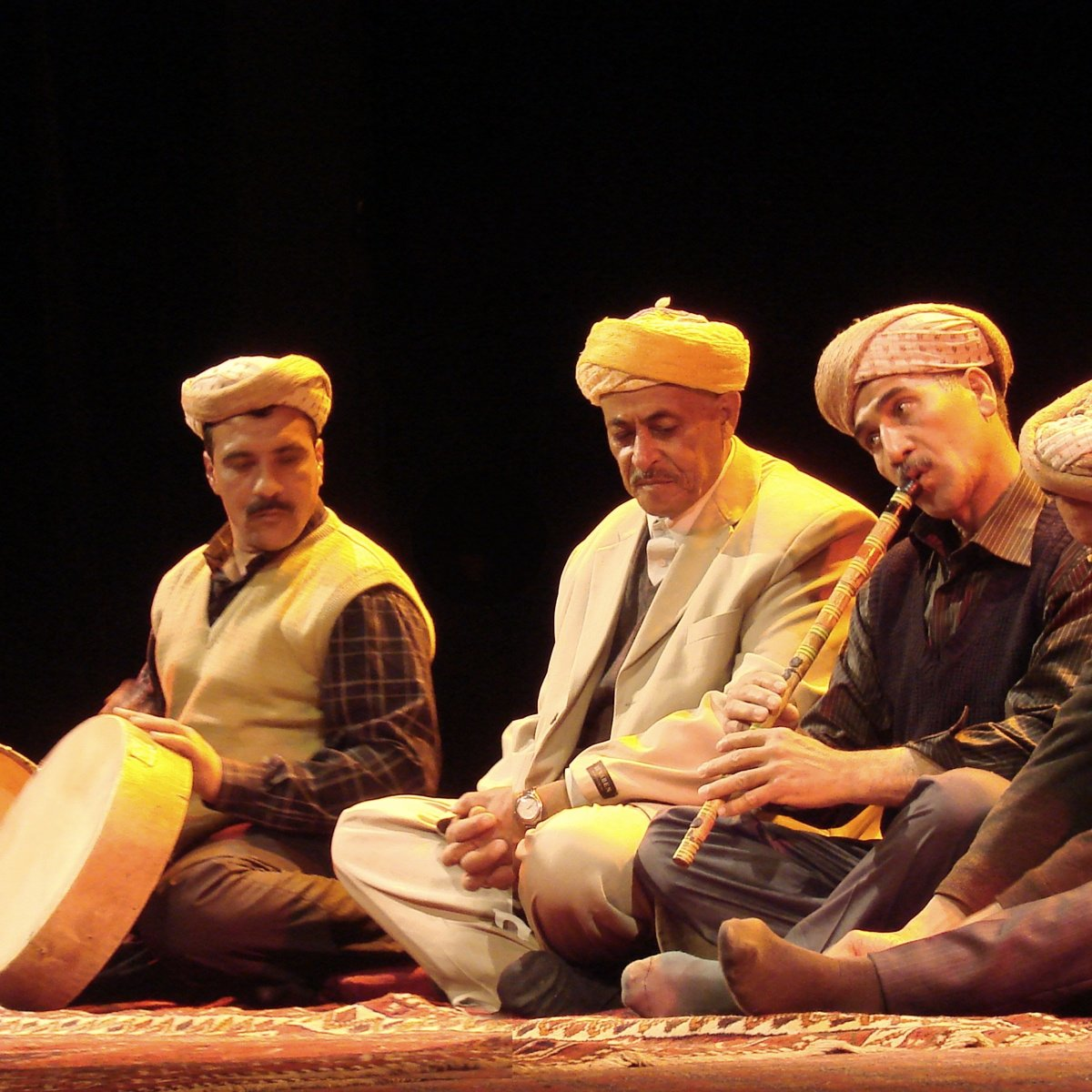
Flûte algérienne oblique.
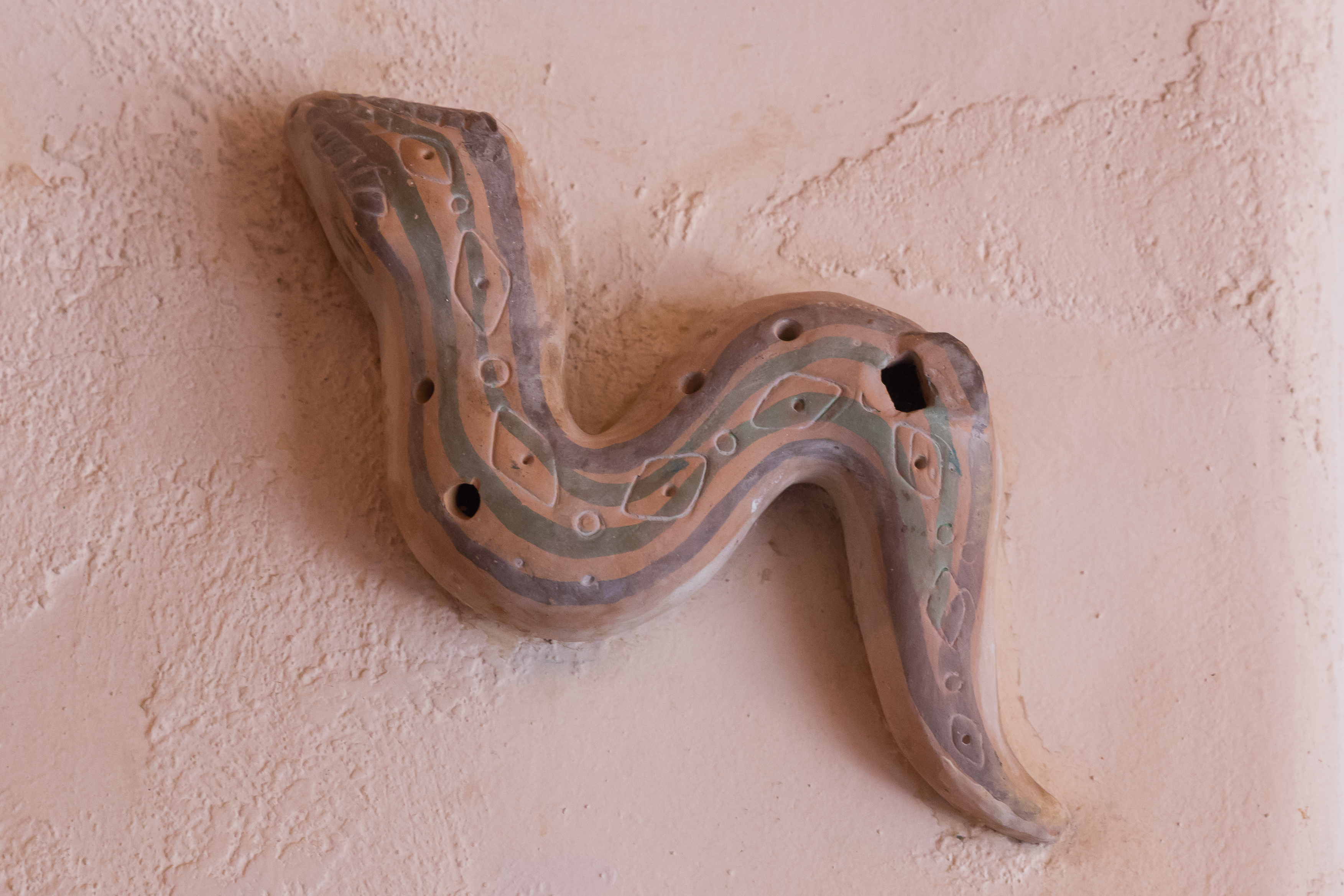
Flûte en terre cuite.
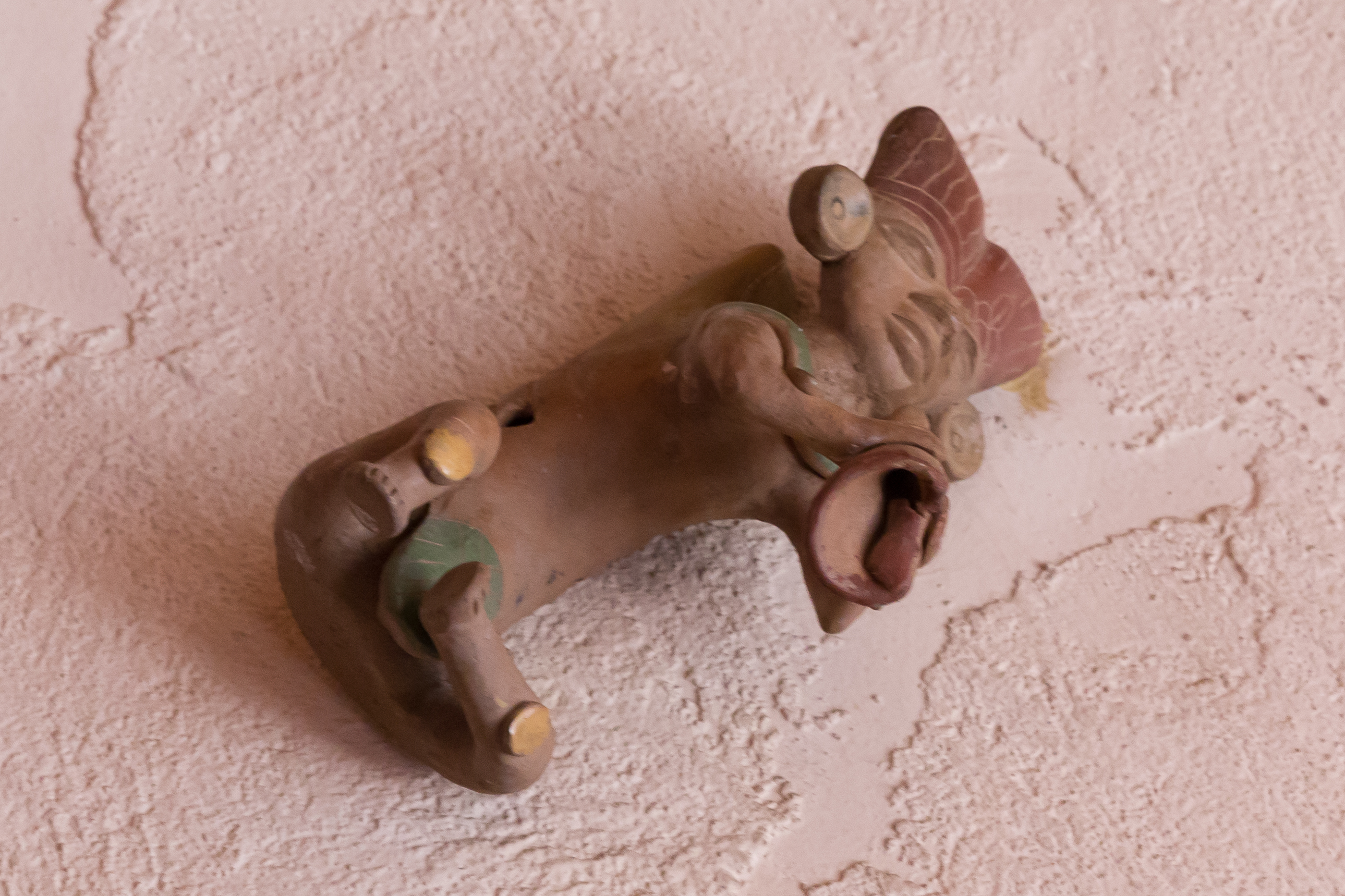
Flûte en terre cuite.
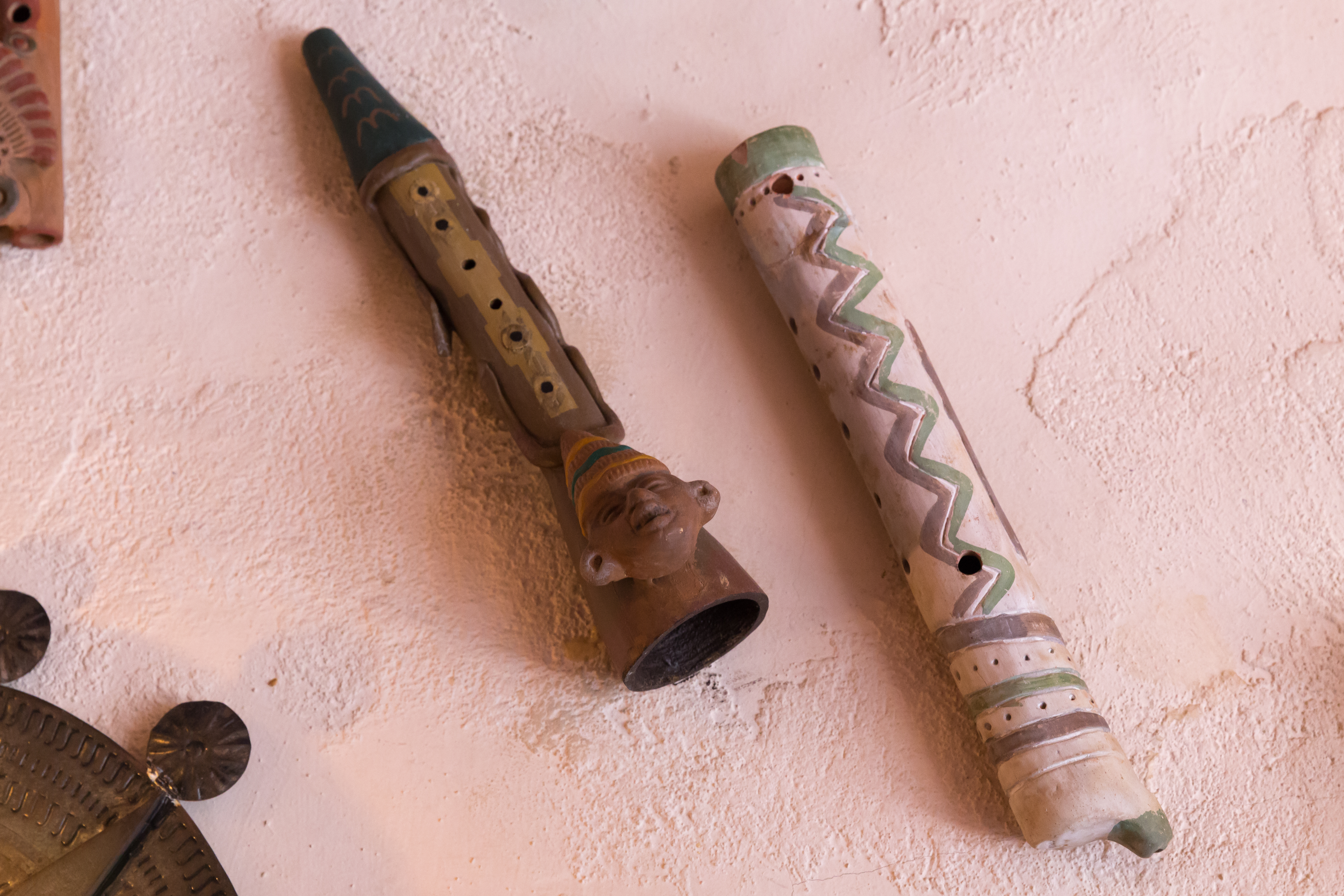
Flûtes en terre cuite.
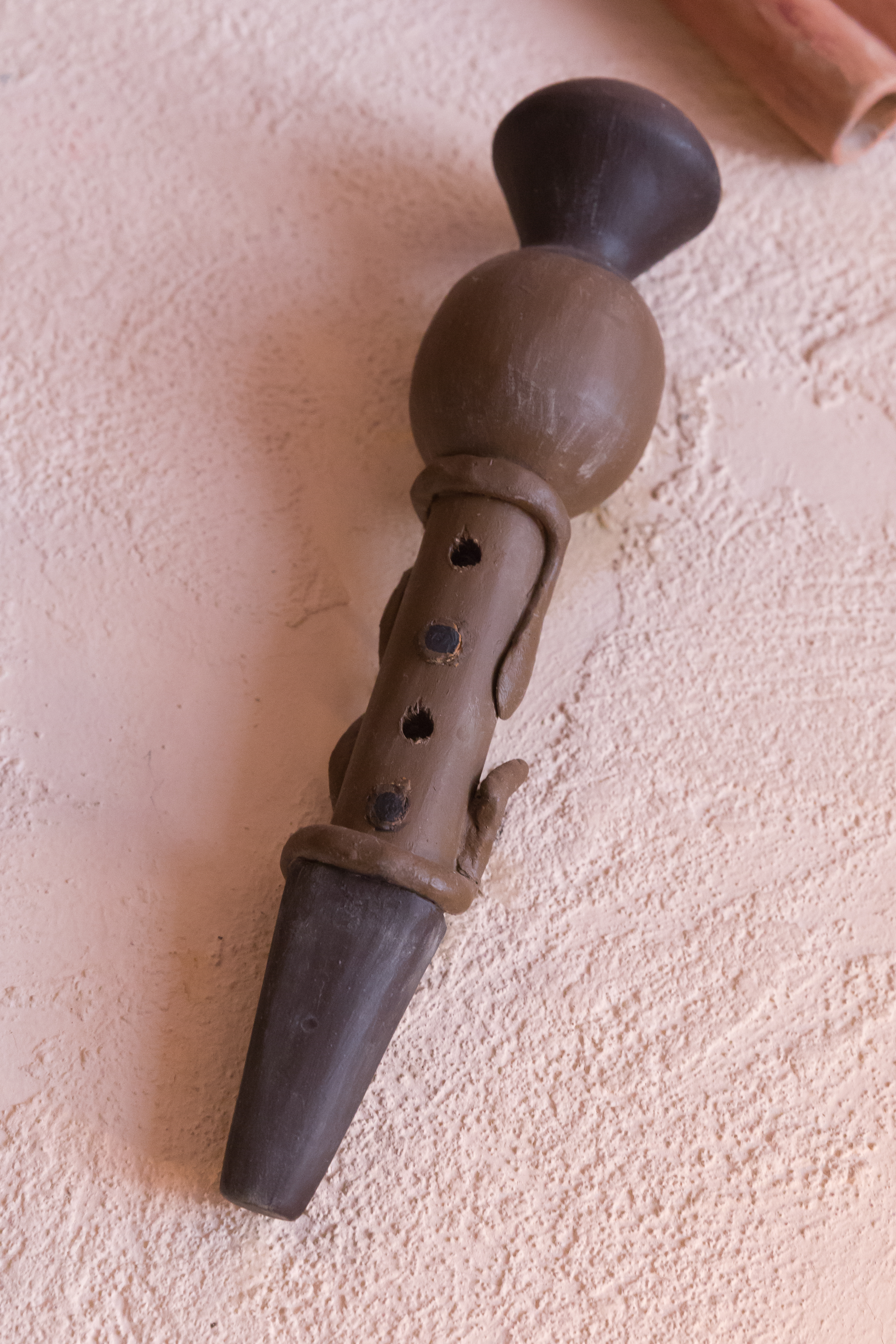
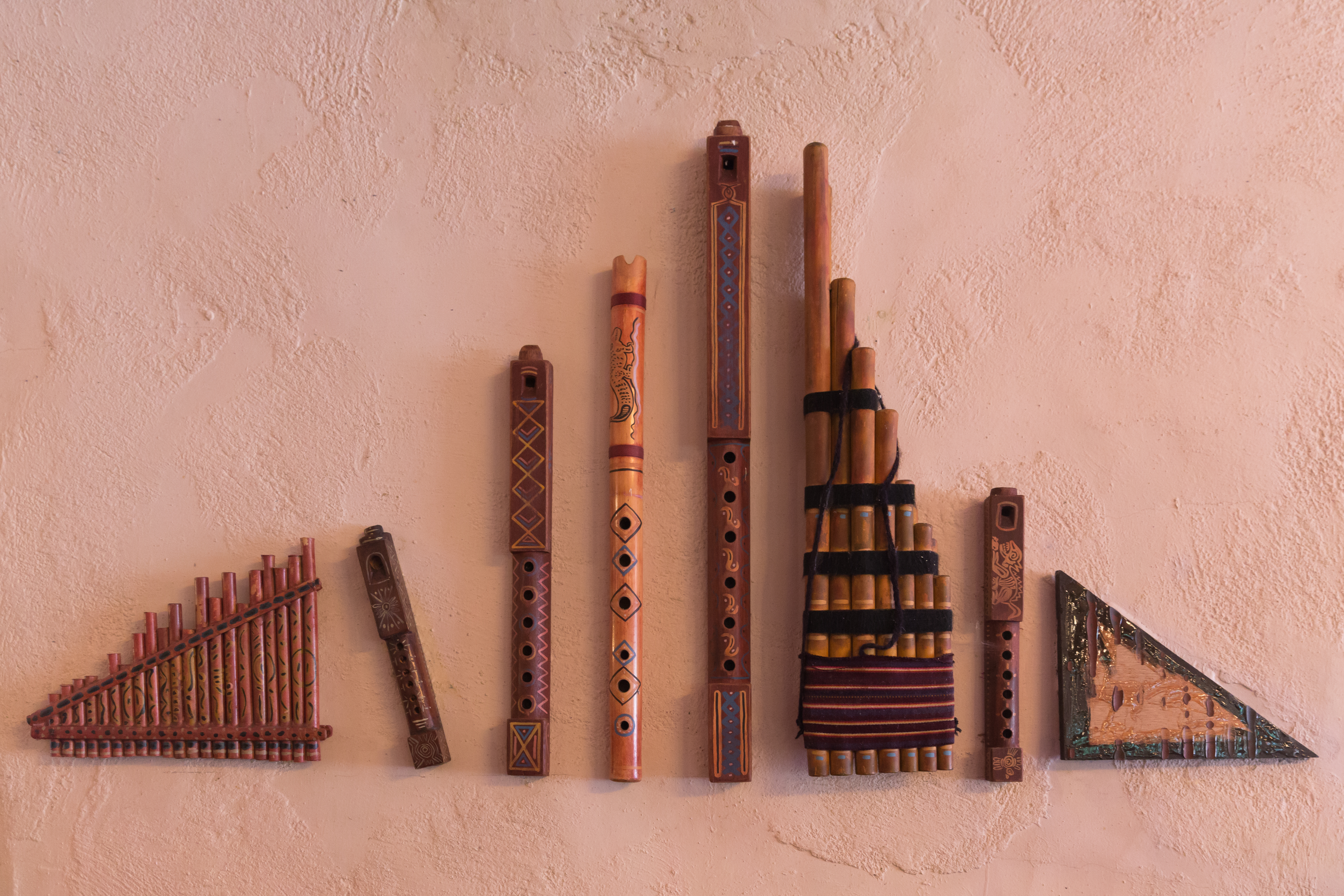
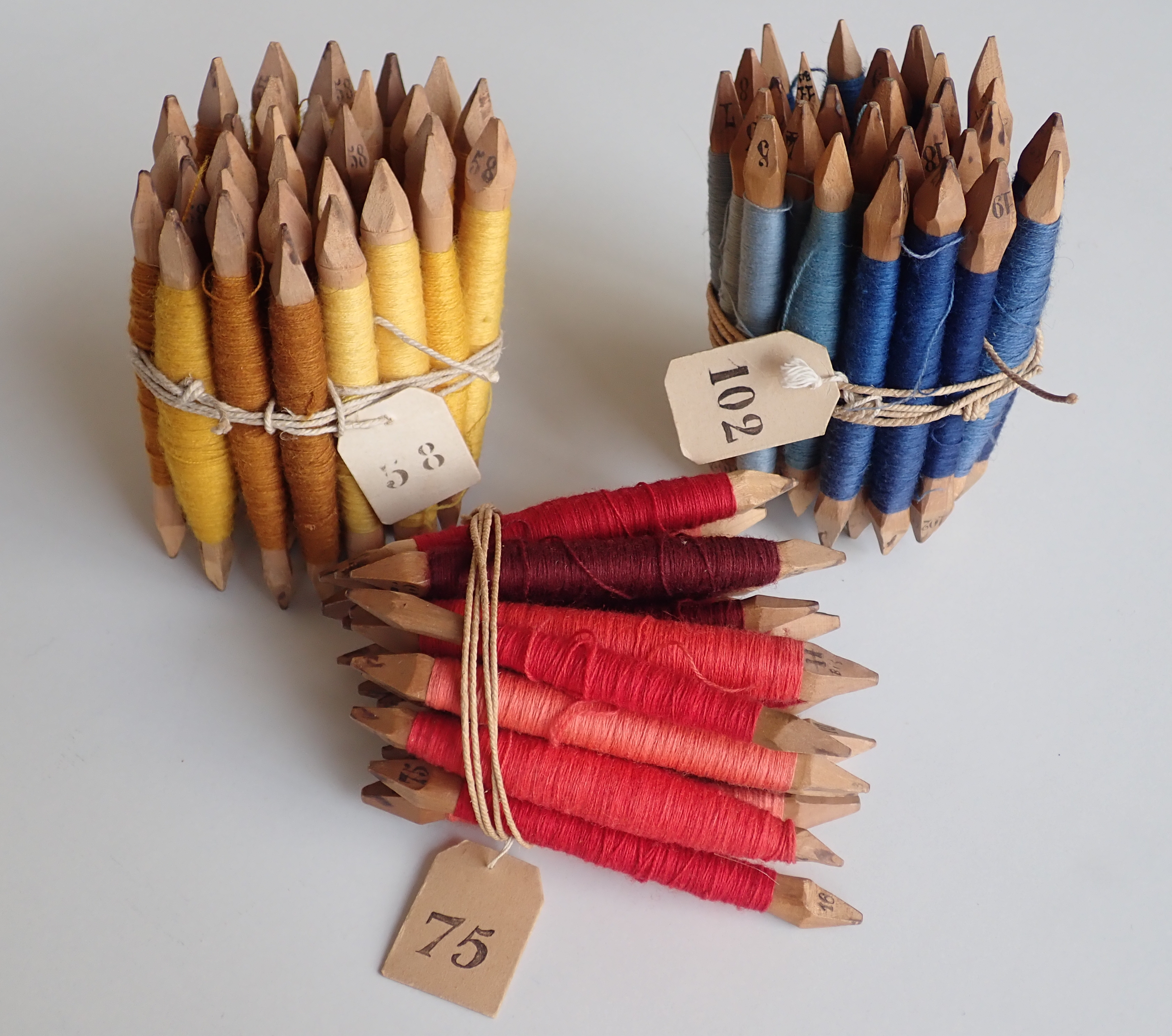
Flûtes pour tisser à la manufacture de tapisserie de Beauvais (Mobilier national)

## Flûte et jazz
Peu prisée pendant les quarante premières années de l'histoire du jazz en raison d'un volume sonore modeste vite étouffé par les sections de cuivres et d'autre part en concurrence directe avec la clarinette, ce n'est qu'à partir des années 1950 qu'elle éveille l'intérêt des jazzmen.
Des musiciens comme James Moody, Gigi Gryce, Frank Wess, Eric Dolphy, Herbie Mann, des chefs d'orchestre comme Count Basie, Quincy Jones et Gil Evans ont su l'imposer comme un instrument de jazz à part entière. Roland Kirk élargira les possibilités expressives de l'instrument et nombre de musiciens l'adoptent dès lors comme instrument principal alors qu'au début elle n'était que le bonus des saxophonistes; la flûte en sol est également fréquemment usitée en jazz pour son timbre.
John Coltrane ne s'y sera essayé qu'une seule fois dans To be. Longtemps utilisée par la musique classique pour son caractère pastoral et poétique la flûte jazz revendique sa place à part entière dans l'espace musical de la modernité.

## Flûte et musique rock

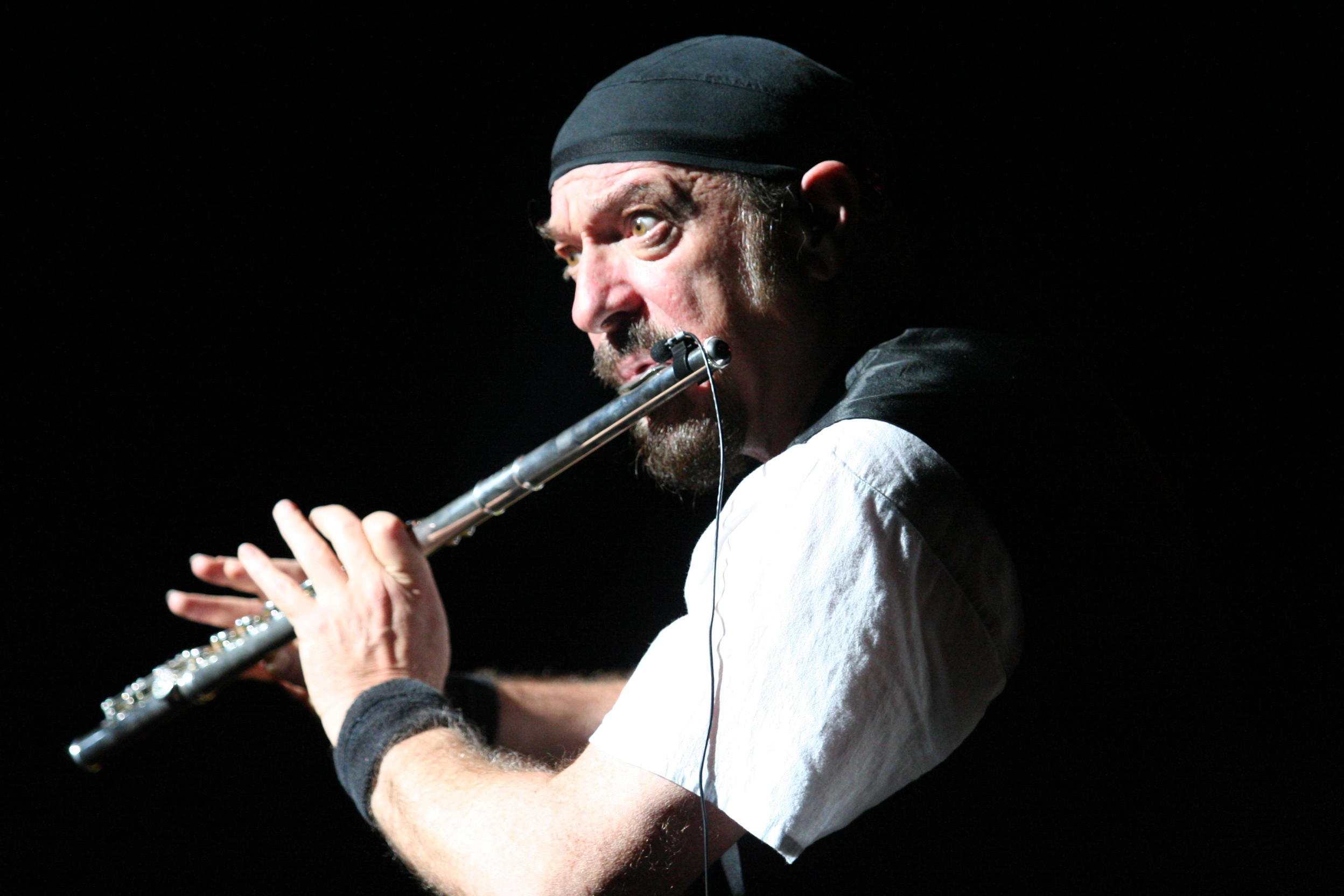
Ian Anderson lors de la tournée America Tour en 2007.

Ian Anderson, du groupe de rock progressif Jethro Tull, a utilisé la flûte dans ses compositions et sur scène, influencé par la technique de Roland Kirk, en pratiquant l'over-blowing (technique consistant à forcer le souffle pour obtenir une note plus haute sans la former par le doigté), mais aussi en chantant en superposition du son de la flûte.
D'autres musiciens de rock progressif comme Peter Gabriel, Andrew Latimer ou Ray Thomas ont utilisé la flûte dans les compositions de leurs groupes respectifs (Genesis, Camel, The Moody Blues). Par ailleurs, le groupe de folk metal Ithilien allie des instruments traditionnels, tels que la flûte, avec une touche de metal moderne.
David Jackson, flûtiste et saxophoniste du groupe Van Der Graaf Generator, dont le jeu au saxophone est unique par l'utilisation de doubles cors, jouant deux saxophones en même temps. Son inspiration de ce jeu lui vient de Rahsaan Roland Kirk, ce dernier, aveugle depuis l'âge de deux ans, a perfectionné sa technique au fil de sa carrière. Rahsaan jouait aussi la flûte traversière, la flûte à bec et la clarinette en plus du saxophone.